# Spui 3 (Den Haag)
Spui 3 is een voormalig warenhuis in Den Haag.
Het pand werd tussen 1928 en 1930 gebouwd voor Vroom & Dreesmann en was een herbouw en uitbreiding van een eerder pand op die locatie. Architect Jan Kuijt ontwierp voor het winkeldeel aan het Spui een gevel in een expressionistische stijl die elementen van de Amsterdamse School en art deco bevat. De bakstenen gevel is op de begane grond bekleed met graniet. De ramen waren uitgevoerd met glas in lood. De gevel wordt verder gesierd met beeldhouwwerk van  Albert Termote, Willem Brouwer en Herman van Remmen. De paraboolvormige entree geeft toegang tot het trappenhuis. Een met travertijn beklede passage gaf toegang tot het winkeldeel aan de Spuistraat. Het nieuwe warenhuis opende in september 1930 zijn deuren.
V&D betrok in 1969 een nieuw gebouwd pand tussen de Grote Marktstraat en de Spuistraat. Het pand aan Spui 3 dient tegenwoordig als kantoor.
De voorgevel van het pand is een rijksmonument.